# ERA 600
Die ERA 600 (Einheitliche Richtlinien und Gebräuche für Dokumenten-Akkreditive, englisch UCP, Uniform customs and practice for documentary credits) sind ein Handelsbrauch und stellen die international anerkannten Grundlagen für die Abwicklung von Dokumentenakkreditiven dar. Zahlungsabwicklung mittels Akkreditiv spielt im Außenhandel eine wichtige Rolle.
Die ERA wurden erstmals 1933 veröffentlicht und 1951, 1962, 1974, 1983 und 1993 überarbeitet. Die zurzeit aktuelle Revision wurde am 25. Oktober 2006 von der Bankenkommission der Internationalen Handelskammer (ICC) einstimmig angenommen und im Dezember 2006 als ICC-Publikation Nr. 600 veröffentlicht. Sie findet seit dem 1. Juli 2007 Anwendung. Mit den neuen Regeln wurden praktische Erfahrungen umgesetzt, verschiedene offene Punkte geklärt und Vereinfachungen eingeführt.
Die ERA regeln bei Akkreditivgeschäften den Ablauf, die Haftung und die Verantwortung der beteiligten Geschäftspartner (Banken und Außenhandelskaufleute) und die Abtretung von Forderungen. Die beteiligten Dokumente (Rechnungen, Frachtpapiere, Zertifikate) und der Umgang mit ihnen werden definiert. Eine ähnliche Regelung stellt die URDG dar.
Das Akkreditiv wird wie folgt definiert: Das Akkreditiv ist ein abstraktes Zahlungsversprechen eines Kreditinstitutes, gegen bestimmte Dokumente, unter Einhaltung bestimmter Bedingungen, einen festen Betrag für Rechnung des Auftraggebers innerhalb einer bestimmten Frist an den Begünstigten zu zahlen.